# Heidi Gan
Heidi Gan (Adelaide, 8 de outubro de 1988) é uma maratonista aquática malaia, nascida na Austrália.

## Carreira

### Rio 2016
Gan competiu nos 10 km feminino nos Jogos Olímpicos de Verão de 2016, ficando na 21ª colocação.